# Saint-Germain-Village
Saint-Germain-Village är en kommun i departementet Eure i regionen Normandie i norra Frankrike. Kommunen ligger i kantonen Pont-Audemer som tillhör arrondissementet Bernay. År 2018 hade Saint-Germain-Village 1 678 invånare.

## Befolkningsutveckling
Antalet invånare i kommunen Saint-Germain-Village
Referens:INSEE